# أنجليكا أجورباش
أنجيليكا أناتوليفنا يالنسكايا (الروسية: Анжелика Анатольевна Ялиньская) ، المعروفة بإسم أنجليكا أجورباش (مواليد 17 مايو 1970 في مينسك، روسيا البيضاء) هي مغنية وعارضة بيلاروسية سابقة معروفة دولياً لتمثيلها في مسابقة الأغنية الأوروبية 2005.

## روابط خارجية
- أنجليكا أجورباش على موقع IMDb (الإنجليزية)
- أنجليكا أجورباش على موقع ميوزك برينز (الإنجليزية)
- أنجليكا أجورباش على موقع ديسكوغز (الإنجليزية)
- أنجليكا أجورباش على موقع قاعدة بيانات الفيلم (الإنجليزية)